# Basakameer
Het Basakameer is een ondiep zoutmeer in Oromia, in het Ethiopische gedeelte van de Grote Slenk. Grotendeels ligt het meer in het nationaal park Awash. Vanwege het hoge zoutgehalte van het meer (3,6 g Na/l) is het water niet geschikt als gebruik voor irrigatie.
Het zoutmeer is in de laatste 50 jaar significant gegroeid, van een oppervlakte van 3 km² in 1957 naar een oppervlakte van 42,6 km² in 2008. Vanwege dit, is er een toenemende bezorgdheid dat het meer permanente schade aan de Awashrivier zal aanbrengen, wat in het nadeel is van een groot aantal katoen- en suikerplantages die afhankelijk zijn van de rivier. Ook is er al een school, een gedeelte van een snelweg en een aantal huizen zijn overstroomd door de groei van het meer. Het is verwacht dat binnen 20 tot 30 jaar de gehele stad Matahara - met een inwoneraantal van 20.000 - verdwenen zal zijn.
Abayameer · Abbemeer · Abijattameer · Afrerameer · Albertmeer · Assalmeer · Awasameer · Bamendjingmeer · Bangweulumeer · Baringomeer · Basakameer · Bittermeren · Cahora Bassa · Chamomeer · Delcommunemeer · Edwardmeer · Fitrimeer · Georgemeer · Guiersmeer · Hajkmeer · Kabambameer · Kabelemeer · Kabwemeer · Karibameer · Kisalemeer · Kitshomponshimeer · Kivumeer · Kokameer · Kyogameer · Lac Rose · Langanomeer · Mai-Ndombemeer · Manantalimeer · Malawimeer · Manyekemeer · Mofwelagune · Mwerumeer · Mweru-Wantipameer · Naivashameer · Nakurumeer · Nassermeer ·   Nyosmeer · Nzilomeer · Shalameer · Tanameer · Tanganyikameer · Tele-meer · Toshkameren · Tshangalelemeer · Tsjaadmeer · Tumbameer · Turkanameer · Upembameer · Victoriameer · Voltameer · Walilupemeer · Zimbambomeer · Ziwaymeer